# Syritta asiatica
Syritta asiatica är en tvåvingeart som beskrevs av Lyneborg och Barkemeyer 2005. Syritta asiatica ingår i släktet kompostblomflugor, och familjen blomflugor.
Artens utbredningsområde är Tadzjikistan. Inga underarter finns listade i Catalogue of Life.